# Reformerta kyrkan i Nederländerna
Reformerta kyrkan i Nederländerna (Gereformeerde Kerken in Nederland) var ett kalvinistiskt trossamfund, bildat 1892 genom samgående mellan två utbrytargrupper ur Nederländska reformerta kyrkan:
- Majoriteten av Kristna Reformerta Kyrkan i Nederländerna (bildad 1834)

- Doleantie (bildad 1886).

1944 bröt sig en del församlingar ur kyrkan och bildade Reformerta kyrkor i Nederländerna (befriade).
Kyrkan hade runt 675 000 medlemmar (varav 400 000 var regelbundna gudstjänstbesökare) i 857 församlingar när man den 1 maj 2004 gick samman med Nederländska reformerta kyrkan och Evangelisk-lutherska kyrkan i Kungariket Nederländerna och bildade Nederländernas Protestantiska Kyrka.
En del lokala församlingar vägrade att acceptera detta samgående och bildade den fortsatta Reformerta kyrkan i Nederländerna.